# Anonyme Sex- und Liebessüchtige
| Dieser Artikel wurde aufgrund von inhaltlichen Mängeln auf der Qualitätssicherungsseite der Redaktion Sexualität eingetragen. Dies geschieht, um die Qualität der Artikel aus dem Themengebiet Sexualität auf ein akzeptables Niveau zu bringen. Hilf mit, die inhaltlichen Mängel dieses Artikels zu beseitigen, und beteilige dich an der Diskussion. |

Anonyme Sex- und Liebessüchtige (S.L.A.A., englisch Sex and Love Addicts Anonymous) ist eine internationale Selbsthilfegruppe. Sie gehört zur amerikanischen Augustine Fellowship und ist in Deutschland als eingetragener Verein organisiert. Sie bietet Hilfe in Form eines Zwölf-Schritte-Programms an, für Menschen, die unter Sexsucht, extremer emotionaler Abhängigkeit (Liebessucht) und/oder übermäßiger, suchtartiger Gedankenflucht in sexuelle oder romantische Phantasien leiden. Im deutschsprachigen Raum gibt es etwa 60 lokale Gruppen, in denen sich die Betroffenen regelmäßig treffen.
Grundlage der Gruppenarbeit bildet dabei ein Zwölf-Schritte-Programm, wie es die Anonymen Alkoholiker anwenden, angepasst für die Sex- und Liebessucht. Spiritualität ist ein wichtiger Bestandteil des Programms, dabei ist S.L.A.A. nicht konfessionell oder religiös gebunden. Es gibt für die Mitglieder keine Richtlinien oder Vorgaben, wie diese Spiritualität auszusehen hat.
Laut dem Gründungsmythos der S.L.A.A. entwickelte Rich die erste S.L.A.A.-Gruppe, nachdem er sich aus einer außerehelichen Affäre befreit hatte. Rich war mit dem Programm der Anonymen Alkoholiker vertraut und wendete dieses Programm auf seine eigene Situation an und identifizierte sich selbst mit dem Begriff Sex- und Liebessucht. Rich hat die deutschsprachige Gemeinschaft mehrmals besucht und bei der Gründung unterstützt.
Das Buch Anonyme Sex- und Liebessüchtige enthält Richs Geschichte, wie er sich mithilfe des 12-Schritte-Programms aus dieser Affäre löste und zu einer Versöhnung mit seiner Ehefrau zurückfand. Ebenso wird die Geschichte seiner Ehefrau Kate berichtet.

## Geschichte
- 1976 wurde in Boston (USA) die Gruppe Sex and Love Addicts Anonymous (S.L.A.A.) von trockenen Alkoholikern gegründet, die eine Analogie zwischen der stoffgebundenen Abhängigkeit zum Beispiel nach Alkohol oder anderen Drogen und der stoffungebundenen Sucht nach Liebe oder Sex ausgemacht haben wollen.[1][2]
- 1984 entstand die erste deutsche Gruppe in München.[2]
- 1986 erschien das in deutsche Sprache übersetzte Buch „Anonyme Sex- und Liebessüchtige“ mit Richs Lebensgeschichte, Kates Geschichte, einer Vielzahl anderer Genesungsgeschichten, einer Interpretation des 12-Schritte-Programms der Anonymen Alkoholiker explizit in Bezug auf Sex- und Liebessucht und ein Kapitel zum Entzug. Außerdem wird eine Anleitung gegeben, Gruppen zu gründen.

## Weltsicht
Ausgangspunkt der Weltsicht der S.L.A.A. ist die Diagnose der Sex- und Liebessucht als chronische Krankheit. Die Bekämpfung der Sex- und Liebessucht als stoffungebundener Sucht wird im Zwölf-Schritte-Programm, in Analogie zur stofflichen Sucht des Alkoholismus wie bei den Anonymen Alkoholikern, skizziert. Weitere Kernelemente des Programms der S.L.A.A. sind Anonymität, aufrichtige Ehrlichkeit, Abstinenz, Ehrenamtlichkeit und Spiritualität.
Das Treffen einer Selbsthilfegruppe wird als „Meeting“ bezeichnet.

### Sex- und Liebessucht als Krankheit
Sex- und Liebessüchtige identifizieren sich mit dem Krankheitsbegriff und setzen ihre nicht stoffliche Sucht einer körperlichen Sucht gleich. Dies wird vermittelt über körpereigene Hormone begriffen, die durch die sexuellen Handlungen oder Fantasien ausgelöst werden, die wiederum süchtige „Kicks“ auslösen.
In Analogie zum Alkoholismus wird auch Sex- und Liebessucht, wenn sie unbehandelt bleibt, als tödliche – chronische Krankheit definiert In dem Zusammenhang kann sowohl eine Gefahr eines Suizids wie das erhöhte Risiko der Ansteckung mit tödlichen Geschlechtskrankheiten gesehen werden.
Im Zuge der Umstellung des ICD-10 auf ICD-11 wird Sexsucht mit der Einführung des ICD-11 Eingang in die diagnostischen psychiatrischen Manuale finden und damit auch von ärztlicher und psychologischer Seite als Krankheit anerkannt.

### Zwölf-Schritte-Programm
Die Umorientierung zur Abstinenz orientiert sich am Zwölf-Schritte-Programm. Im Zuge des Programms findet eine Identitätstransformation statt: S.L.A.A.-Anhänger sehen sich als Sex- und Liebessüchtige und reinterpretieren ihre Vergangenheit in diesem Licht. Vorher scheinbar normale Verhaltensweisen wie Affären, Verliebtheiten, Romanzen werden jetzt als Ausdruck der Erkrankung gedeutet.
Die ersten drei Schritte des Zwölf-Schritte-Programms betonen die Notwendigkeit einer Kapitulation und das Verhältnis von Macht und Ohnmacht. Dabei wird die These vertreten, dass unkontrolliert ausgelebte Sex- und Liebessucht zum Beispiel in Form von Konsum von Internetpornografie, Affären, Romanzen, anonymem Sex, Prostitutionsbesuchen u. a. zu Kontrollverlust führen würde. Die folgenden sechs Schritte umfassen Vorschläge, mit diesem Kontrollverlust offen und spirituell umzugehen; besonderer Wert wird dabei auf die Pflege interpersonaler Beziehungen gelegt. Die letzten drei Schritte zielen dann auf eine Verstetigung der moralischen Konversion und des Abstinenzverhaltens ab.

#### Identitätskonstruktionen
In den Selbsthilfegruppen wird eine charakteristische gemeinsame Sprache gepflegt, die zur Identifikation mit der Gruppe und dem Genesungsweg beiträgt. Diskussionen werden vermieden, jede Person spricht nur für sich. Ein Element dieser Narrative ist die Hinkehr zu S.L.A.A. zu einem Zeitpunkt, in dem sich die betroffene Person in einer tiefen Lebenskrise befindet, typische Beispiele sind Arbeitsplatzverlust, schwerwiegende familiäre Probleme, schwere Unfälle, große finanzielle Probleme zum Beispiel durch Geldausgaben für käuflichen Sex oder Pornokonsum.
In Anlehnung an die zwölf Schritte für die persönliche Genesung haben sich für die Gemeinschaftsebene zwölf Traditionen entwickelt.

### Anonymität
Anonymität stellt eine Grundlage der Gemeinschaft dar und soll immer daran erinnern, Prinzipien über Personen zu stellen. Anonymität in diesem Zusammenhang ist ein wesentlicher und bestimmender Bestandteil der zwölf Traditionen, die das Leben der Gemeinschaft AA regeln. Sie hat im Wesentlichen drei Gründe:
- Die Anonymität soll den Einzelnen davor schützen, dass seine Zugehörigkeit zu S.L.A.A. der Öffentlichkeit bekannt wird. Die Anonymität aller Mitglieder muss mit besonderer Sorgfalt bewahrt und geschützt werden.
- Durch die Anonymität wird die Thematisierung sozialer Unterschiede innerhalb der Gruppen vermieden.
- Durch die Anonymität soll vor der Öffentlichkeit sichergestellt werden, dass einzelne Zugehörige nicht mit ihrer vollen Identität auftreten, um damit nicht die spirituelle Grundlage der S.L.A.A. zu gefährden.

### Spiritualität
Spiritualität und Transzendenz sind wichtige, aber umstrittene Elemente der S.L.A.A.-Gemeinschaft. Häufig werden diese Elemente dazu herangezogen, um den religiösen Charakter der S.L.A.A. und Anonymen Alkoholiker (abgekürzt "AA") zu belegen. Dabei sieht sich S.L.A.A. als überkonfessionell. Die S.L.A.A. und AAs Traditionen sind jedoch im christlichen Protestantismus verwurzelt; AA ist in traditionell protestantischen Ländern besonders erfolgreich.
Manche Beobachter von S.L.A.A. und AAs gehen soweit, zu vermuten, dass die Gemeinschaft der 12-Schritte-Gruppen eine Religion sei. AA verleugne dies lediglich aus utilitaristischen Gründen, um Atheisten und Agnostiker nicht abzuschrecken. In einer anderen Studie wurden wenige Anhaltspunkte für den Vergleich zwischen den AA mit religiösen Kulten gefunden.

### Ehrenamtlichkeit
Bis auf einige wenige bezahlte Angestellte in den zentralen Kontaktstellen wird die gesamte Tätigkeit in S.L.A.A. rein ehrenamtlich verrichtet.
S.L.A.A. ist heute ein etabliertes internationales Netzwerk von Selbsthilfegruppen im Nonprofit-Bereich.

## Organisation
S.L.A.A. kennt keine formale Mitgliedschaft. Formale Hierarchierollen, beispielsweise die eines Meeting-Sekretärs, werden zumeist nur kurzfristig ausgefüllt. Insgesamt ist S.L.A.A. wie AA durch eine Ideologie des Egalitarismus geprägt, was den lokalen Gruppen wie auch den Individuen starke Autonomie einräumt.
Alle Gruppen erhalten sich ausschließlich aus eigenen Spenden und lehnen von außen kommende finanzielle Zuwendungen ab.

### Struktur der Mitgliederschaft
Bedingt durch die Informalität der Mitgliedschaft sind genaue Mitgliederzahlen nicht erhebbar; S.L.A.A. selbst spricht intern nicht von Mitgliedern, sondern von Zugehörigen: Zugehörig ist jeder, der den Wunsch hat, mit dem Ausleben eines sex- und liebessüchtigen Verhaltensmusters aufzuhören, wobei jeder dieses Verhaltensmuster selbst definiert; er braucht dazu nicht abstinent zu sein.
Es gibt Umfragen, deren Repräsentativität jedoch fraglich ist. Anhand dieser Umfragen wird zum Beispiel ein Frauenanteil von ca. 1/3 vermutet.

### Struktur der Dienste
Prinzipiell ist jede Gruppe autonom. Für Dinge, die auch andere Gruppen oder alle Gruppen betreffen, werden überregionale Gruppen und Dienste gebildet. Jede Gruppe kann Personen ihres Vertrauens wählen, die bestimmte Dienste für die einzelne Gruppe übernehmen (zum Beispiel Schlüsseldienst und Kassenwart). Nach außen wird die einzelne Gruppe durch ihren „Gruppensprecher“ vertreten.
Je nachdem, wie groß die Anzahl der Gruppen ist, treffen sich die Gruppensprecher in sogenannten „Regionsgruppen“, die Regionsvertreter (oder Regionssprecher) treffen sich in regelmäßigen Zeitabschnitten zu einer „Intergruppensitzung“. Die „Intergruppen“ wählen aus ihrer Mitte „Intergruppensprecher“ sowie weitere Vertrauensleute und Sachbearbeiter. Weil der Dienst des „Intergruppensprechers“ eine besondere Vertrauensstellung ist, vertritt der „Intergruppensprecher“ die betreffende Intergruppe beim Intergruppen-Arbeitsmeeting.
Einige wenige Mitglieder dieser Intergruppe haben sich zu einem Trägerverein zusammengeschlossen.
Die Intergruppentreffen finden im deutschsprachigen Raum halbjährlich statt.
Kein Dienstinhaber hat irgendeinem Mitglied gegenüber Macht oder Weisungsbefugnis. Alle Ausschüsse können ihren Mitgliedern lediglich Empfehlungen aussprechen.
Praktisch werden die Dienste der Vereine in deren eigenen Sitzungen gewählt, die in der Regel drei- bis viermal im Jahr tagen. Dann werden die Gewählten formal (in einer weiteren Wahl des Vereins) in den Verein aufgenommen. Die so Aufgenommenen verlieren dadurch ihre Anonymität. Laut ihrer Satzung haben die Vereine die Aufgabe, die Geschäfte der S.L.A.A. zu führen und sie juristisch zu vertreten.

## Handlungsformen

### Meetings
Die wichtigste therapeutische Handlungsform von S.L.A.A. wie bei AA sind die so genannten Meetings, regelmäßige Treffen lokaler Gruppen. Sie zeichnen sich zwischen den Anfangs- und Beendigungsritualen durch längere Monologe aus, in denen Teilnehmer ihre persönlichen Erfahrungen mit dem Konsum von zum Beispiel käuflichem Sex, Internetpornografie, wahllosen Affären und Romanzen, anonymem Sex oder ausufernder Masturbation schildern. Diese Narrative stärken dabei die eigene Identität als abstinenter (oder abstinent werden wollender) Sex- und Liebessüchtiger.
Die Monologe sind dabei zumeist affirmativ auf die Vorredner bezogen. Verbalisierter Dissens sei selten, aber wichtig, um biographisch begründete kognitive Dissonanzen aufzulösen. Die Affirmation sei dabei wichtig, um die Kollektividentitäten zu stärken und damit Solidarität zu fördern. Dissens würde dagegen nur vorsichtig und zumeist indirekt vorgebracht.
Daneben gibt es einige wenige deutschsprachige Mail- und Chat-Meetings, in denen sich, angelehnt an den Ablauf der persönlichen Meetings, Sex- und Liebessüchtige austauschen (auch in vielen anderen Sprachen ist ein solches Angebot vorhanden).

### Öffentlichkeitsarbeit
In der Öffentlichkeitsarbeit, zum Beispiel in Kliniken, bieten Anonyme Sex- und Liebessüchtige an, ihren persönlichen Genesungsweg zu schildern. Diese Dienste werden ehrenamtlich durchgeführt, wobei auf die Anonymität der Mitglieder stets großer Wert gelegt wird. Kontakte gibt es über das Dienstbüro, das als Kontaktstelle im deutschsprachigen Raum fungiert.

### Kliniken
Mehrere psychosomatische Kliniken orientieren sich an den „12 Schritten“ und arbeiten nach dem Bad Herrenalber Modell von Walther H. Lechler. Sie fordern ihre Patienten zur Teilnahme an den Selbsthilfegruppen auf, haben jedoch keine direkte Verbindung und sind auch nicht Teil von S.L.A.A. oder AA, die für die Verwendung der „12 Schritte“ keine finanziellen Zuwendungen erhalten.
Neben diesen Kliniken (etwa drei in Deutschland) empfehlen fast alle Kliniken, die Suchtkranke behandeln, den Besuch von Selbsthilfegruppen wie AA, NA oder S.L.A.A. Dabei werden Info-Meetings in den jeweiligen Einrichtungen abgehalten, die einen Einblick in die Vorgehensweise der S.L.A.A. ermöglichen sollen.
Kritiker der Zwölf-Schritte-Kliniken weisen darauf hin, dass aus kommerziellen Interessen neue Patienten aus dem Pool der S.L.A.A. und anderen Zwölf-Schritten-Gruppen rekrutiert werden, indem sie sich das Krankheitsmodell Alkoholismus oder Sex- und Liebessucht zu eigen machen. Offensichtliches Vorbild dieser Art von Patientenrekrutierung sind die „Hazelden“-Kliniken in den USA, die von zwei AA-Mitgliedern gegründet wurden.

## Familienkrankheit
Angehörige und enge Freunde von Sex- und Liebessüchtigen werden im Sinne von S.L.A.A. oftmals als ebenfalls erkrankt betrachtet. Sie richten ihr eigenes Leben auf das des Sex- und Liebessüchtigen aus. Der Konsum von zum Beispiel käuflichem Sex oder Internetpornografie oder die Häufung von Affären und Romanzen wird gegenüber Dritten anfangs heruntergespielt und unangemessenes Verhalten entschuldigt. Dem Suchtkranken werden Verpflichtungen abgenommen und Konsequenzen möglichst erspart.
Es gibt einige Gruppen für die Angehörigen, die sich mit dem Begriff „Co-Sexsucht“ oder „Co-Abhängigkeit“ identifizieren. Diese Gruppen funktionieren nach demselben Prinzip wie AA, sie verwenden das gleiche Zwölf-Schritte-Programm.

## Bewertung

### Effizienz
Etwa die Hälfte aller Neumitglieder verlassen S.L.A.A. nach wenigen Treffen; zwei Drittel der restlichen Mitglieder bleiben dauerhaft abstinent.

### Alternativen
Eine weitere Selbsthilfe-Gruppe, die sich mit Sex-Sucht beschäftigt und auch nach dem 12-Schritte-Programm arbeitet, sind die Anonymen Sexsüchtigen. Der Hauptunterschied zu S.L.A.A. ist eine einheitliche Abstinenzregel für alle Angehörige der Gruppe, nämlich keinerlei sexuelle Handlungen außerhalb der Ehe vorzunehmen.

## Sicht der Psychologen und Ärzte
Besonders unter klinischen Medizinern und Psychologen ist S.L.A.A entweder wegen seiner spirituellen Komponenten unbeliebt oder noch weitgehend unbekannt.